# Creswell (Oregon)
Creswell è una città degli Stati Uniti d'America situata nell'Oregon, nella Contea di Lane.